# Kloster Drolshagen

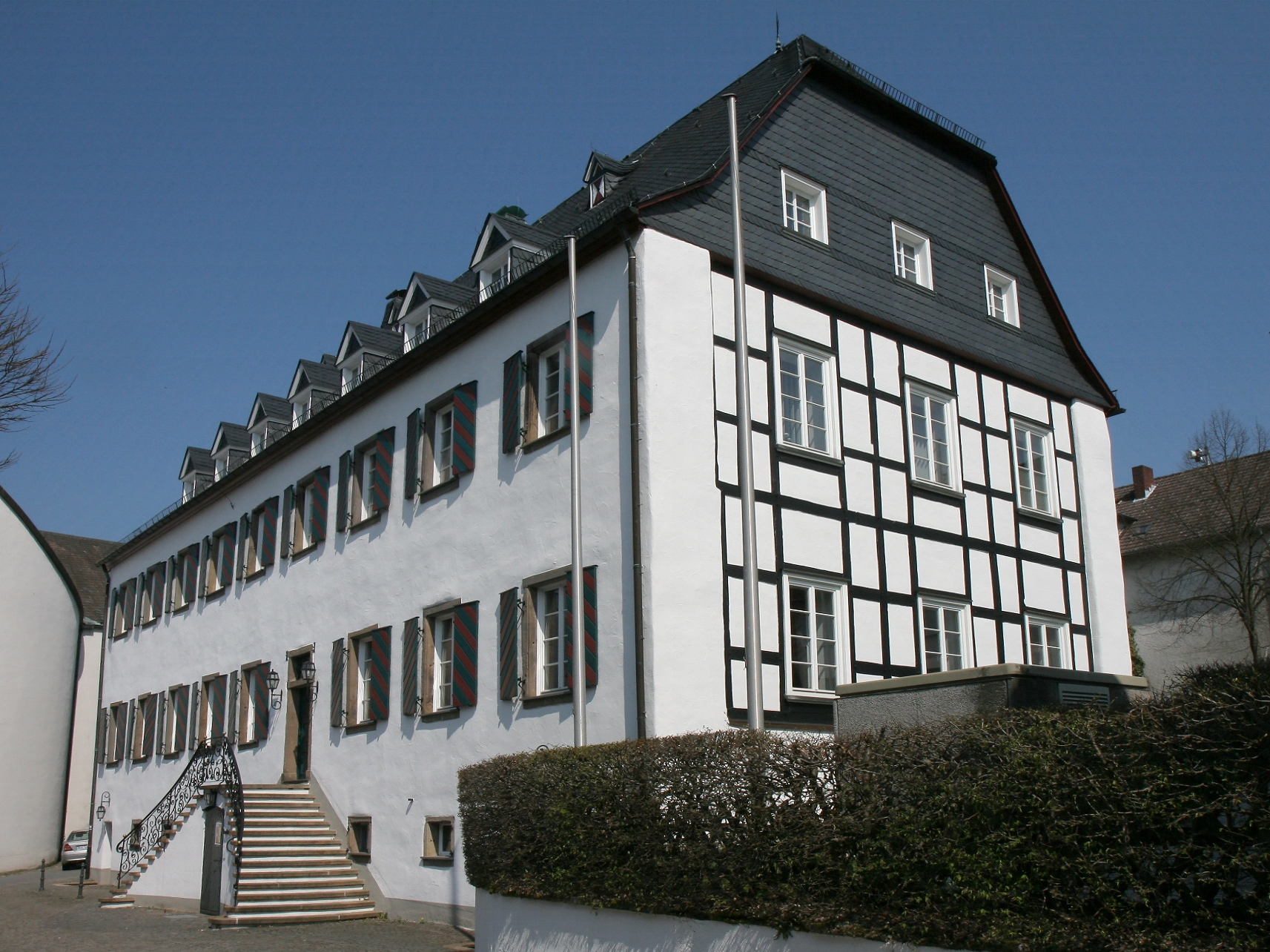
Hauptflügel mit Portal

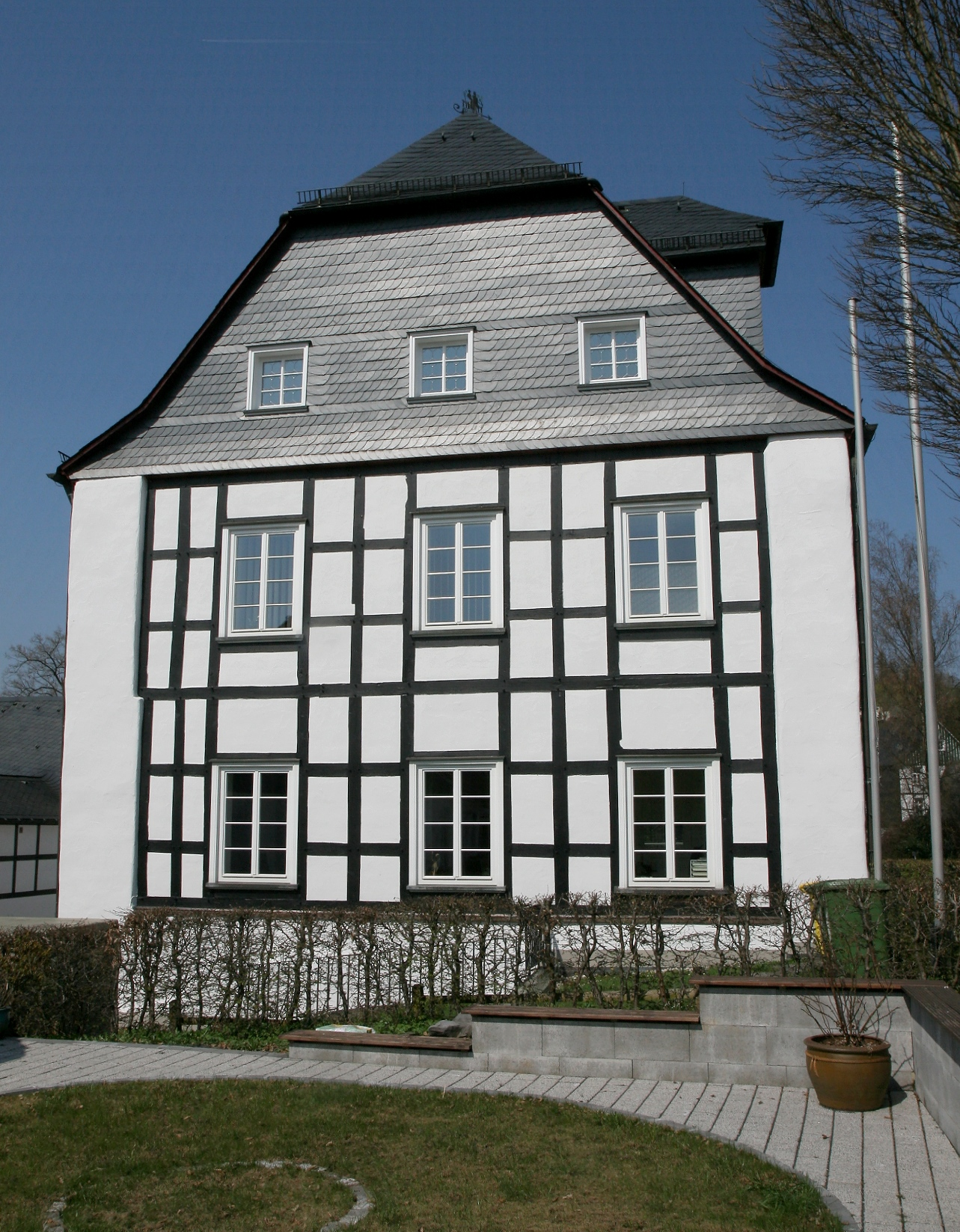
Giebelseite

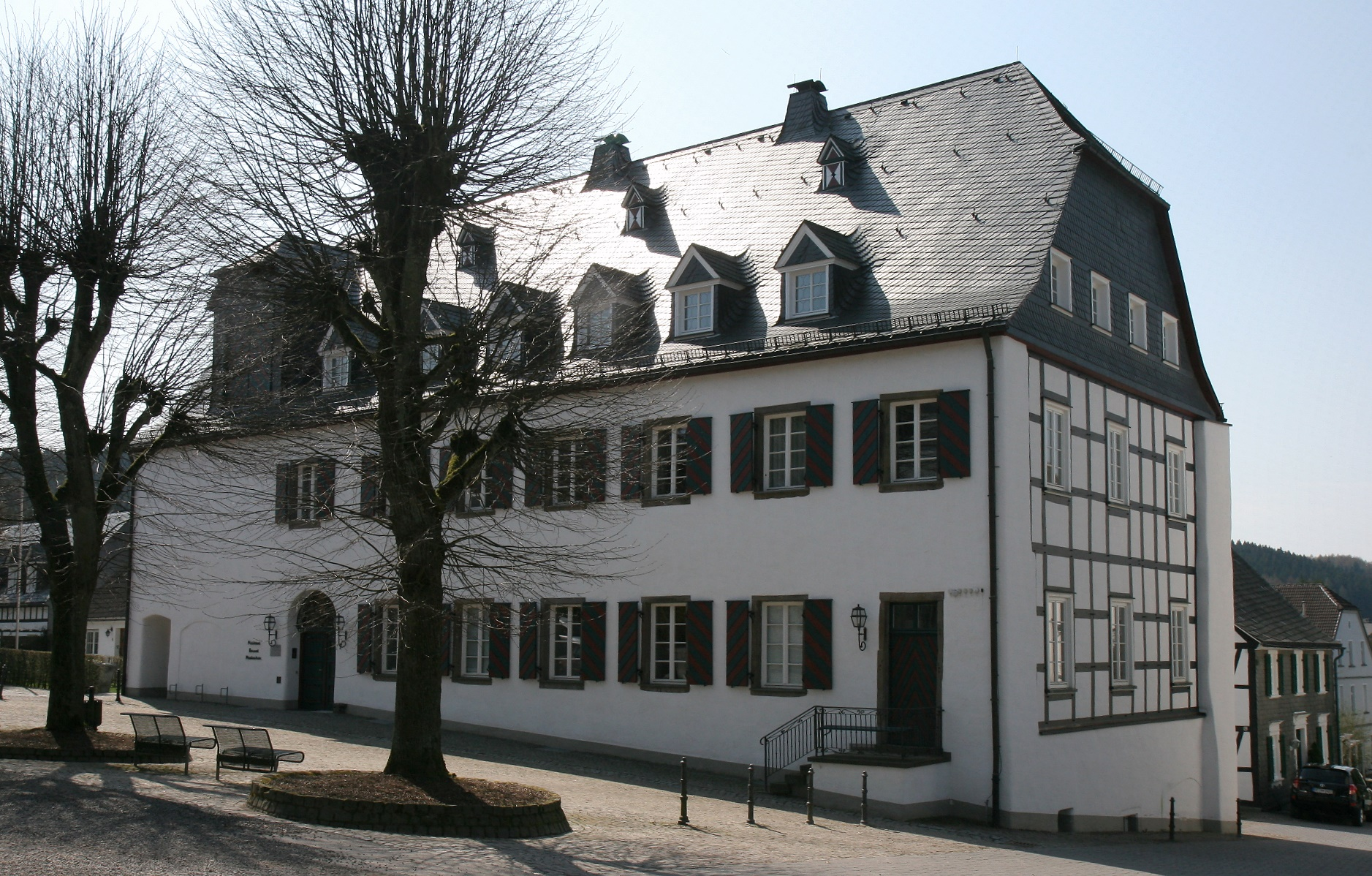
Rückseite des Hauptflügels

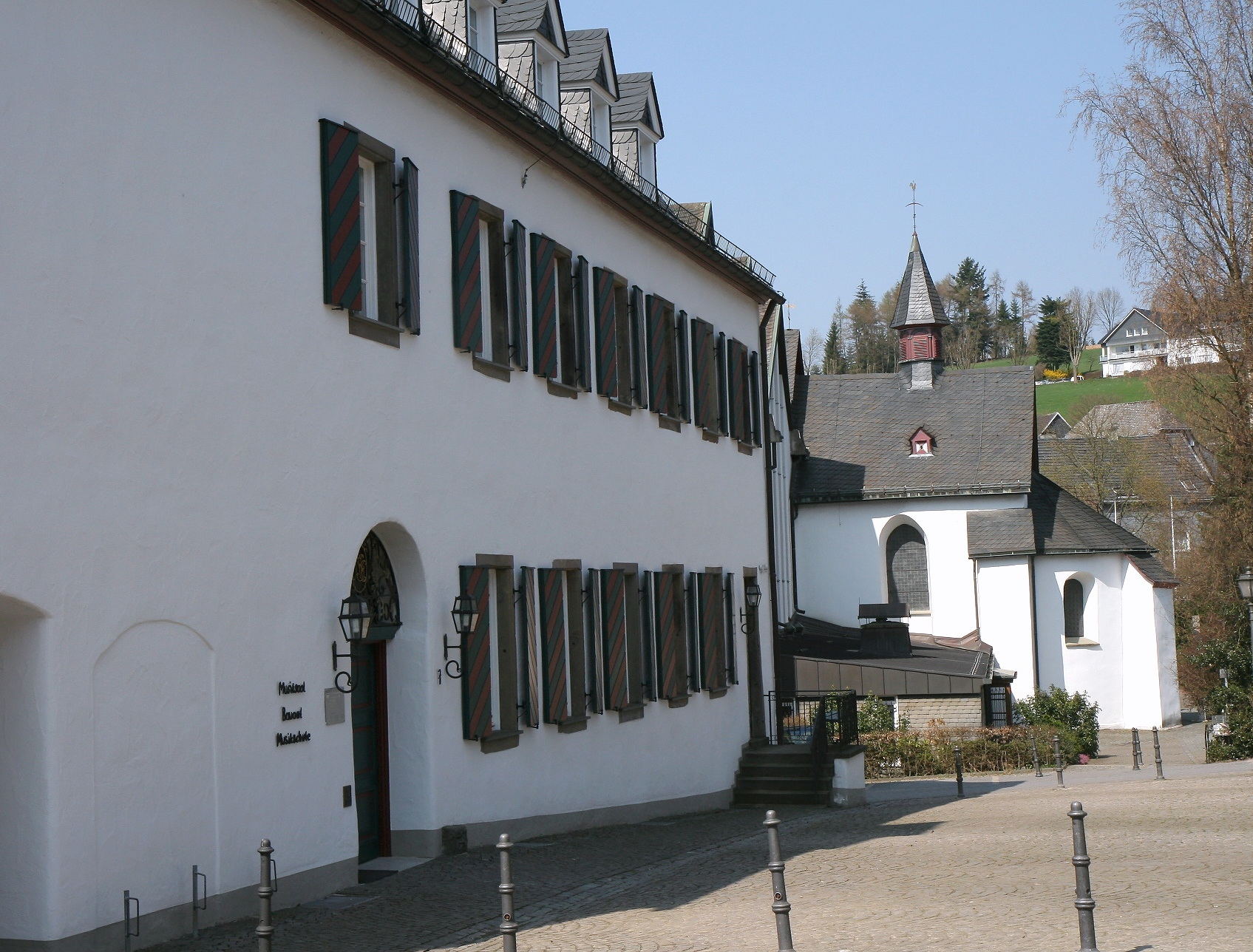
Im Hintergrund die St.-Clemens-Kirche

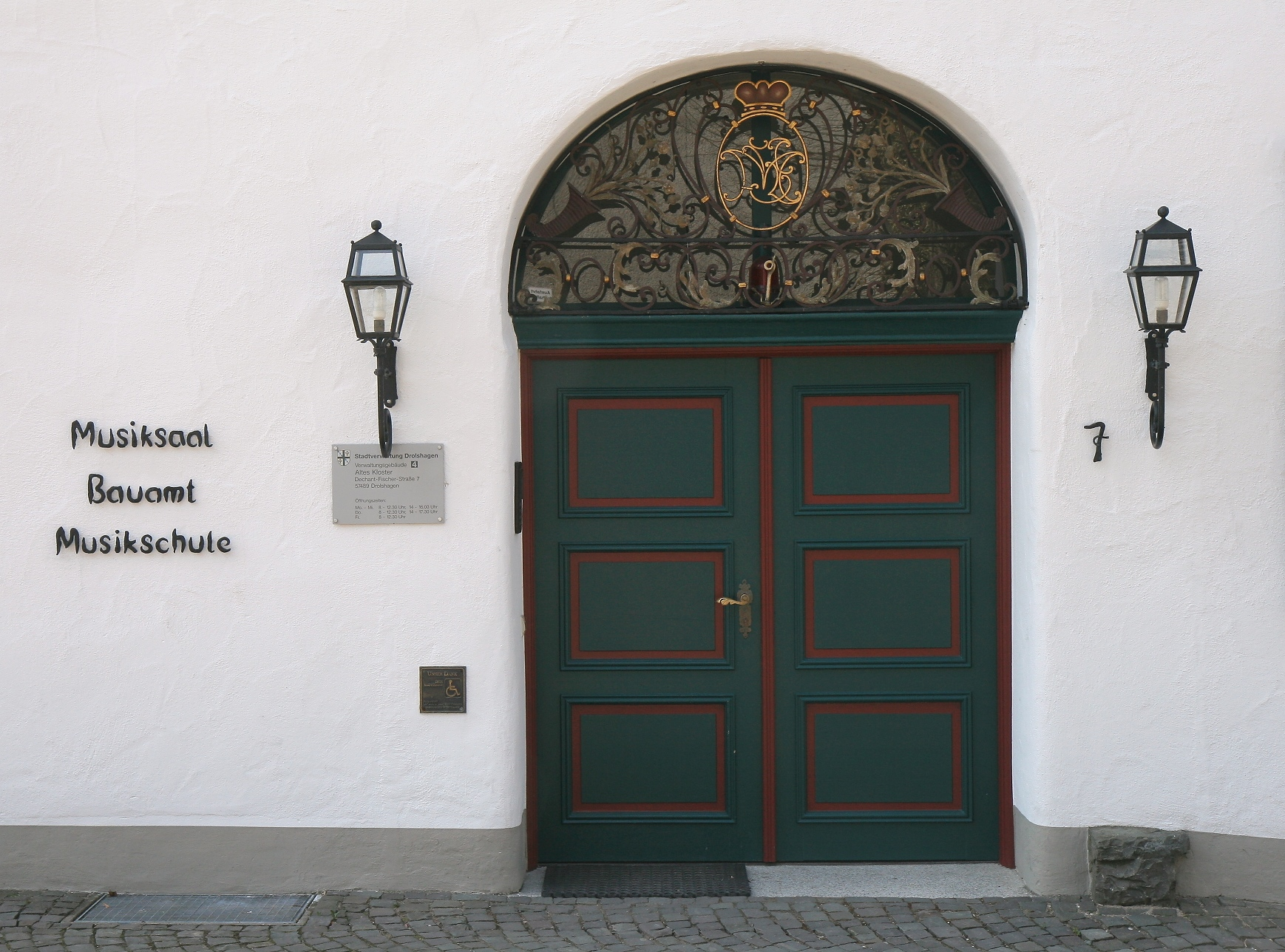
Eingang

Kloster Drolshagen ist eine ehemalige Zisterzienserinnenabtei in Drolshagen. Es handelt sich um eine Gründung des 13. Jahrhunderts. Die Blüte im Mittelalter konnte in der Neuzeit nicht mehr fortgesetzt werden. 1803 wurde das Kloster in der Säkularisation aufgehoben. Von seinen Gebäuden ist nur noch der Hauptflügel vorhanden, der für öffentliche Zwecke genutzt wird.

## Geschichte

### Gründung
Einer gefälschten Schenkungsurkunde zufolge liegt das Gründungsjahr im Jahr 1235. Die tatsächliche Gründung ist etwas später anzusetzen. Im Jahr 1248 bezeichnete sich in einer anderen Urkunde die Gräfin Mechthild von Sayn, gemeinsam mit ihrem verstorbenen Mann Heinrich III., als Gründerin. Sie und der Kölner Erzbischof nahmen zahlreiche Schenkungen vor, um die wirtschaftliche Existenz des Klosters zu sichern. Unter anderem gehörte dazu die Sankt-Clemens-Pfarrkirche von Drolshagen. Das Kloster hatte damit das Recht den Pfarrer zu bestimmen. Diese wurde im 13. Jahrhundert neu gebaut und durch umfangreiche Erweiterungsbauten vergrößert. 
Von 19 Zisterzienserinnen-Klöstern in Westfalen war Drolshagen das einzige, das anfangs direkt dem Kloster Cîteaux unterstellt war. Später unterstand es dem Kloster Heisterbach. Enge Beziehungen bestanden auch zum Kloster Marienstatt. Dessen Äbte waren seit 1539 ständige Visitatoren in Drolshagen.

### Materielle Ausstattung
Die Blütezeit des Klosters lag im 13. und 14. Jahrhundert. Am Ende des Mittelalters umfasste der Grundbesitz des Klosters, der überwiegend in und um Drolshagen lag, etwa 93 Hektar. Neben Besitz in der Stadt- und der Landgemeinde Drolshagen lagen die Besitzungen insbesondere bei Valbert, daneben auch bei Attendorn, Förde, Kleusheim, Rhode und Wenden. Verstreuter Besitz lag bei Eckenhagen im Bergischen Land und bei Ferndorf im Siegerland. Außerdem gab es mehrere Besitzungen im Rheinland. Von dort bezog das Kloster auch seinen Wein. Einige weitere rheinische Güter waren schon zu Beginn des 14. Jahrhunderts verkauft worden. Dasselbe gilt auch für Güter in der Soester Börde. Besitzungen bei Balve waren noch Mitte des 15. Jahrhunderts in Klosterbesitz. Außerdem besaß die Abtei zwei Mahlmühlen und mehrere Eisenhämmer.

### Geschichte in der frühen Neuzeit
Die Abtei war bis ins 17. Jahrhundert adligen Töchtern vorbehalten, die neben dem Sauerland überwiegend aus dem bergischen Land und dem Rheinland stammten. Bereits im 15. Jahrhundert gab es Hinweise auf eine nachlassende Klosterzucht. So war eine Nonne 1489 in einen Handel mit Reliquien verwickelt. Während der Reformationszeit wurden die Klausurbestimmungen nicht mehr so streng wie bisher beachtet und die Nonnen trugen teilweise weltliche Kleidung. Die Zahl der Nonnen ging stark zurück. Zur Zeit der Äbtissin Walburg von Wischel (1578–1599) sank die Zahl der Schwestern auf nur noch vier, so dass der Chordienst nicht mehr ordentlich verrichtet werden konnte. 1602 verließ die Äbtissin Eva von Plettenberg eine Schwester der kurfürstlichen Mätresse Gertrud von Plettenberg das Kloster und nahm die lutherische Konfession an. Der Niedergang endete unter der Äbtissin Angela Dorothea Knipping. Danach setzte sich ihr Konvent zumeist aus westfälischen Adelstöchtern, zunehmend aber auch aus Bürgerstöchtern, zusammen. Die Äbtissin jedoch stammte immer aus dem Adel.
Während des dreißigjährigen Krieges mussten die Nonnen zeitweise nach Köln flüchten. Um 1680 wurde das Kloster mit Stallungen und einem Backhaus neu errichtet. In dieser Zeit begann aber auch ein Streit mit der Stadt und dem Kirchspiel Drolshagen. Dabei ging es um die beiderseitige Nutzung der Kirche. Der Konflikt konnte erst 1763 beigelegt werden. Die Gemeinde sagte zu dem Kloster eine eigene Kirche zu bauen, während der Konvent auf alle Rechte bis auf das Patronatsrecht an der Drolshagener Kirche verzichtete. Der Kompromiss ging vor allem auf das Wirken des Priors Eugen Hartung zurück.
Um diese Zeit besaß das Kloster auch einige Hüttenwerke. Der genannte Prior Hartung brachte das Kloster mit seinen Fehlinvestitionen in die Montanwirtschaft insbesondere in die Vahlberger Hütte in ernste wirtschaftliche Schwierigkeiten. Dies führte zu einer zunehmenden Verschuldung des Klosters. Das Kloster musste sich von Gütern im Wert von 20.000 Talern trennen und hatte dennoch weiter Schulden in derselben Höhe.
Pläne Hartungs zur Verlegung in das Jagdschloss Röttgen bei Bonn bei gleichzeitiger Ablösung durch die Franziskaner (OFM) blieben erfolglos. Die katastrophalen wirtschaftlichen Verhältnisse führten auch zu Konflikten innerhalb der Gemeinschaft, was 1792 zu einer erzbischöflichen Visitation führte. Die Äbtissin selbst sprach sich zu dieser Zeit für eine Aufhebung des Klosters aus. Dazu kam es in den letzten Jahren der kurkölner Herrschaft zwar nicht mehr, aber am 13. Oktober 1803 verfügte der neue Landesherr, der Landgraf von Hessen-Darmstadt, die Aufhebung des Klosters. Die Äbtissin und die letzten vier Chorfrauen wurden in Pension geschickt. Das Gesinde bestand zuletzt aus zwei Knechten, zwei Mägden, je einem Schäfer und Viehjungen. Das Archiv wurde zunächst in Arnsberg und später dann im Staatsarchiv Münster untergebracht.
Die Zahl der Klostermitglieder schwankte lange Zeit zwischen 10 und 17 Profeßjungfrauen und 4 bis 5 Laienschwestern. Um 1600 hatte das Kloster nur noch 6 Jungfern, um gegen Ende des 17. Jahrhunderts (1686) wieder 14 zu beherbergen. Zum Zeitpunkt der Auflösung des Klosters lebten nur noch 4 Profeßjungfern im Kloster.
In den Quellen wird das Kloster benannt nach „Äbtissin und Konvent der St. Clemenskirche“ (1243). Später ist von den „Nonnen des Grawen Orden van Cystias“ (1355) beziehungsweise von der „Äbtissin des Freyadligen Klosters S. Clementis zu Drolshagen“ (1738) die Rede. Leiterin des Klosters war also eine Äbtissin. Außerdem werden Priorin, Subpriorin, Kellnerin, Küsterin, Novizenmeisterin, Organistin, Sängerin und Krankenmeisterin erwähnt. Hinzu kamen Prior und Beichtväter aus der Abtei Marienstatt.

### Heutige Nutzung
Im Alten Kloster sind inzwischen Teile der Drolshagener Stadtverwaltung untergebracht. Außerdem ist es ein Zentrum für Erwachsenenbildung und für kulturelle und gesellschaftliche Veranstaltungen.
Im sogenannten Musiksaal im Dachgeschoss des Gebäudes tagt die Stadtverordnetenversammlung der Stadt Drolshagen.

## Liste der Äbtissinnen
- 1281/1311 Aleidis
- 1318/1334 Beatrix
- 1348/1352 Mechthild von Wildenberg
- 1360/1371 Uyleken von Bruch
- 1381          Heyme
- 1386/1390 Christine von Attendorn
- 1406/1409 Gertrud von Hamm
- 1434/1439 Stine von Honnef
- 1446/1457 Gretha Antoneta Ploichiseren
- 1473/1482 Lucardis van dem Heede genannt Duvenetersen
- 1482/1491 Lucia von der Leyen genannt van dem Negenhove
- 1493/1504 Maria Schönhals
- 1510/1543 Anna von den Steinen
- 1543–1552 Catharina von Oel
- 1552–1578 Maria von Fünfzall
- 1578–1599 Walburga von Wischel
- 1599–1602 Eva von Plettenberg
- 1602–1628 Angela Dorothea Knipping
- 1628–1661 Anna Elisabeth von Carthausen
- 1661–1681 Anna Elisabeth von Neuhof genannt Ley
- 1681–1702 Anna Elisabeth Favero
- 1702–1740 Maria Mechthildis von Schledorn
- 1741–1775 Maria Josepha von Papen
- 1775–1802 Maria Josepha von Lilien